# Lorettokapelle (Villingen)

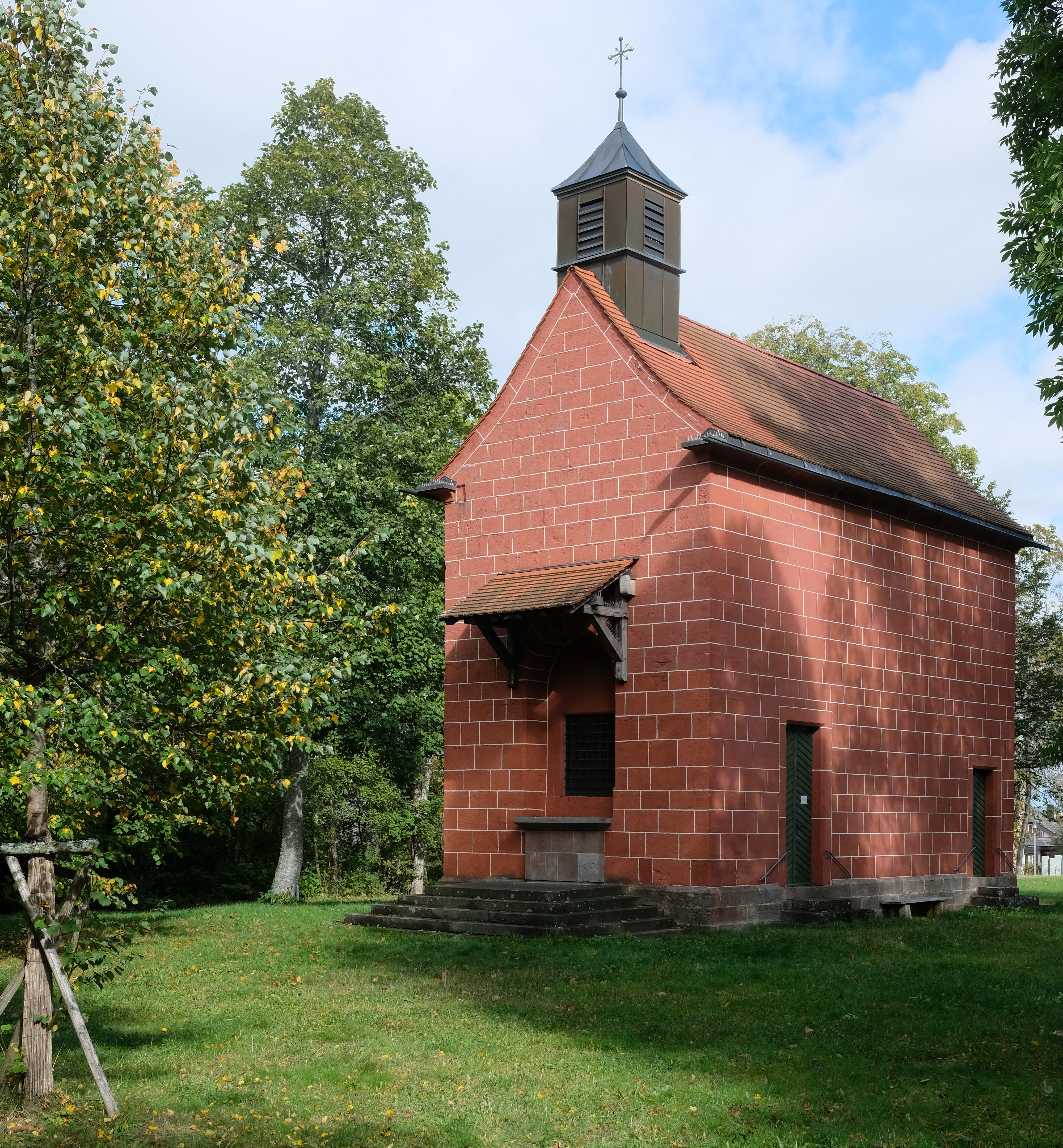
Lorettokapelle in Villingen

Die außerhalb des Ortes Villingen auf dem Affenberg stehende Lorettokapelle ist als Baudenkmal beim Landesamt für Denkmalpflege Baden-Württemberg eingetragen.

## Beschreibung
Das Bauwerk wurde 1705–1706 nach einer überstandenen Belagerung als Gelöbniskapelle anstelle des Feldlagers von Camille d’Hostun de la Baume, duc de Tallard erbaut und 1709 geweiht.
Die Kapelle ist ein schlichter, geosteter Rechteckbau mit Satteldach und kleinem Dachreiter an der Giebelseite über dem Außenaltar. Die Fassade im Westen wurde aus Quadermauerwerk errichtet, die übrigen Wände zeigen Quaderputz. Der Innenraum ist mit einem Tonnengewölbe überspannt. Die historisches Ausstattung besteht aus Altären mit Skulpturen um 1710 und des 19. Jahrhunderts.